# Фрунилів
Фрунилів (пол. Fruniłów) — річка в Україні, у Калуському районі Івано-Франківської області. Ліва притока Кропивника (басейн Дністра).

## Опис
Довжина річки 11 км, найкоротша відстань між витоком і гирлом — 10,07  км, коефіцієнт звивистості річки — 1,09 . Формується безіменними струмками.

## Розташування

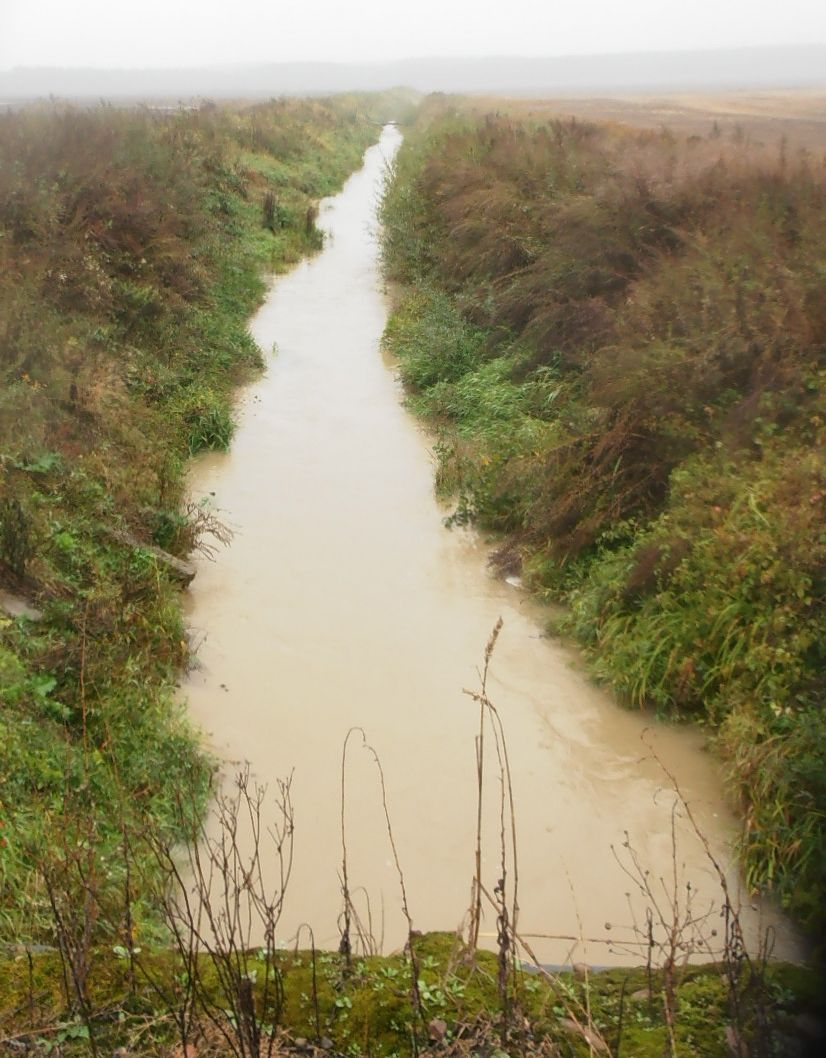
Фрунилів вище автошляху С0909603

Бере початок на південно-східних схилах безіменної гори (389,2 м) біля села Кадобна. Тече переважно на північний схід попід горою Шинкарською (364,3 м) краєм лісового масиву, далі — на схід регульованим руслом через поля, перетинаючи автошлях С090603, протікає повз селище Станція Кропивник через промислову зону міста Калуш, перетинаючи автошлях С090611, і в селі Мостище впадає у річку Кропивник, ліву притоку Сівки. 